# Daniel Darc
Daniel Rozoum (20  de mayo de 1959 - 28 de febrero de 2013), conocido como Daniel Darc, fue un cantante francés de gran éxito tanto con su grupo Taxi Girl (1978-1986) como en solitario.

## Biografía
Daniel Darc nació en una familia judía procedente de Rusia y Lituania. Sus abuelos huyeron de Rusia durante la  revolución de 1917. Ya en Francia y avanzada la Segunda Guerra Mundial, la abuela es detenida en la redada del  Vel d'Hiv (1942), y es deportada. Daniel Darc era primo de Hervé Rozoum, guitarrista, compositor y productor afincado en Berlín.
En 1978, siendo estudiante en el liceo Balzac de París, se incorpora al grupo Taxi Girl creado por  Mirwais Stass. Triunfan con el sencillo Cherchez le garçon (1980) que vendió más de 300.000 ejemplares. El único disco de la banda, Seppuku, fue publicado en 1981 por Mankin. Taxi Girl se disuelve en 1986 por la retirada de sus miembros (el batería, Pierre Wolfsohn, había fallecido por sobredosis de cocaína en julio de 1981), y Daniel Darc emprende carrera en solitario.
Como solista lanzan el disco Sous influence divine (1987). Producido por Jacno, incluye el tema Comment te dire adieu, con letra de Serge Gainsbourg, popularizado por la gran cantante Françoise Hardy. En 1994 publicó Nijinsky, al que siguieron dos álbumes en cooperación con el compositor, director y productor, Frédéric Lo: Crève cœur, en 2004 y después Amours suprêmes, en 2008, en los que intervienen Alain Bashung, Robert Wyatt, Morgane (cantante de Cocoon) y Steve Nieve. El título de este último álbum alude a A Love Supreme, de John Coltrane. En 2011 salió La Taille de mon âme. Darc falleció con solo 53 años a causa de un ataque al corazón. En 2013 se publicaron algunos temas nuevos en el álbum póstumo, Chapelle Sixteen.
El estilo del cantante de Taxi Girl, una de las figuras sobresalientes del rock francés, es difícilmente clasificable. Muy influenciado inicialmente por el punk de los Sex Pistols y Kraftwerk. Hay un toque poético en las letras de sus temas. Tras casi veinte años de excesos, se hizo cristiano protestante y la influencia de la religión se hizo manifiesta en todo: en las entrevistas que concedía, en sus actuaciones, en las que recitaba salmos musicalizados, etc.

## Discografía

### Álbumes
Con Taxi Girl
- 1980: Cherchez le garçon
- 1981: Seppuku
- 1983: Quelqu'un comme toi
- 1983: Suite & fin ?
- 1990: 84-86
- 1990: Quelque part dans Paris

En solitario
- 1987: Sous influence divine
- 1994: Nijinsky
- 2004: Crève cœur
- 2008: Amours suprêmes
- 2011: La taille de mon âme
- 2013: Chapelle Sixteen

### Álbum Compilación
- 2003: Le Meilleur de Daniel Darc

### Colaboraciones
- 1988: Parce que, concept album con Bill Pritchard
- 1988: "La Ville", single producido por Etienne Daho
- 1993: "Les Champs-Élysées" en L’Équipe à Jojo - Les chansons de Joe Dassin, álbum tributo de Le Village Vert
- 1997: letras de "Las, dans le ciel" y "Ne laisse pas le jour" para Marie-France Garcia
- 1998: 18/12, con 19 torsions (Jean-Paul Fourgeot, Gaultier Machart y Jean Lodereau)
- 2002: letras de "Ghost" para Brent (álbum Platinum Deadstar)
- 2004: canta en "Jeunesse éternelle" de Operation S
- 2005: "She's so untouchable" en Tribute to Johnny Thunders
- 2005: "Rondeau" en On dirait, álbum tributo a Nino Ferrer
- 2005: "Pauvre garçon", dueto con Cali en Menteur
- 2005: "Comme des papillons", dueto con Buzy en Borderlove
- 2005: "Mes amis", dueto con Jane Birkin en Rendez-vous avec Jane
- 2006: "Comme disait l'ami Johnny Rotten", letras y dueto con Patrick Eudeline en Mauvaise étoile
- 2006: letras para Tchéky Karyo
- 2006: letras "Cœur Sacré" para Thierry Amiel
- 2006: letras "Ca ne sert à rien d'aimer" for Elisa Tovati, in Je ne mâche pas mes mots
- 2007: Les Aventuriers d'un autre Monde, tour con Jean-Louis Aubert, Alain Bashung, Cali, Richard Kolinka y Raphael
- 2007: letras para Alizée
- 2008: "Promesses", dueto con Frédéric Lo en Tombés pour Daho, tributo a Étienne Daho
- 2008: "Chercher le garçon", dueto con Superbus en TV show Taratata
- 2009: "O Caroline" en Around Robert Wyatt
- 2009: "Ne plus y penser", dueto con Asyl en Brûle, brûle, brûle
- 2009: "La Romance des Cruels", dueto con Nosfell
- 2009: "Pas pour moi" en On n'est pas là pour se faire engueuler, álbum tributo a Boris Vian[2]